# Mauves-sur-Huisne
Mauves-sur-Huisne – miejscowość i gmina we Francji, w regionie Normandia, w departamencie Orne.
Według danych na rok 1990 gminę zamieszkiwały 654 osoby, a gęstość zaludnienia wynosiła 46 osób/km² (wśród 1815 gmin Dolnej Normandii Mauves-sur-Huisne plasuje się na 344. miejscu pod względem liczby ludności, natomiast pod względem powierzchni na miejscu 270.).